# Staphorst
Staphorst este o comună și o localitate în provincia Overijssel, Țările de Jos. 

## Localități componente
Halfweg, Hamingen, IJhorst, Lankhorst, Punthorst, Rouveen, Staphorst.